# 東京漫才変遷史
『東京漫才変遷史』（とうきょうまんざいへんせんし）は、1964年12月6日から1965年1月3日までフジテレビ系列局で放送されていたフジテレビ製作の演芸番組である。全5回。放送時間は毎週日曜 19:30 - 20:00 （日本標準時）。

## 概要
コロムビア・トップと彼が3代目会長を務めた漫才協団（現・漫才協会）の主導の下に行われていた公開番組で、彼らが日本の大衆芸能である漫才の移り変わりを東京漫才の歴史を中心に紹介していた。その合間には、当時流行していた歌謡曲も紹介していた。『東芝ワールドクイズ』の放送時間変更に伴い、『ありがとう!この人に』放送開始までのつなぎ番組として放送された。収録は大手町のサンケイホールで行われていた。

## 出演者

### 司会
- コロムビア・トップ（コロムビア・トップ・ライト）
- コロムビア・ライト（コロムビア・トップ・ライト）

### その他の主な出演者
- 松鶴家千代若・千代菊
- リーガル千太・万吉
- 榎本健一
- リーガル天才・秀才
- 獅子てんや・瀬戸わんや
- 内海突破
- 並木一路
- 青空千夜・一夜
- ほか